# Megarctosa aequioculata
Megarctosa aequioculata là một loài nhện trong họ Lycosidae.
Loài này thuộc chi Megarctosa. Megarctosa aequioculata được Embrik Strand miêu tả năm 1906.